# Opočno (ort i Tjeckien, Ústí nad Labem)
Opočno är en ort i Tjeckien.   Den ligger i regionen Ústí nad Labem, i den nordvästra delen av landet, 50 km nordväst om huvudstaden Prag. Opočno ligger 253 meter över havet och antalet invånare är 134.
Terrängen runt Opočno är platt åt nordväst, men åt sydost är den kuperad. Terrängen runt Opočno sluttar norrut. Runt Opočno är det ganska glesbefolkat, med 34 invånare per kvadratkilometer. Närmaste större samhälle är Žatec, 13,5 km väster om Opočno. Trakten runt Opočno består till största delen av jordbruksmark.